# Lee Sang-Hyo
Lee Sang-Hyo (nascut el 10 de setembre de 1961), és un exjugador d'handbol sud-coreà, que va competir als Jocs Olímpics d'Estiu de 1984 i als Jocs Olímpics d'Estiu de 1988.
El 1984 fou membre de la selecció de Corea del Sud que acabà en onzè lloc a les olimpíades de 1984. Hi va jugar tots sis partits, i marcà 22 gols.
A l'Olimpíada de 1988 hi va guanyar la medalla d'argent amb la selecció de Corea del Sud. Hi va jugar tots sis partits, i hi va marcar 31 gols.